# Inese Šlesere
Inese Šlesere (ur. 2 sierpnia 1972 w Rydze) – łotewska działaczka społeczna i polityk, posłanka na Sejm VIII, IX i X kadencji. Miss Łotwy 1991. Żona Ainārsa Šlesersa.

## Życiorys
W 1991 została miss Łotwy i jako pierwsza przedstawicielka niepodległej Łotwy wzięła udział w konkursie piękności Miss World. W 1998 uzyskała licencjat, a w 2002 ukończyła studia z dziedziny filologii angielskiej na Uniwersytecie Łotwy w Rydze. Przez rok studiowała również psychologię (1994–1995) oraz filozofię (1998–1999).
W latach 1992–1994 przebywała w Norwegii, gdzie prowadziła łotewskie centrum handlu i informacji. Od 1994 do 1996 pracowała jako dyrektor do spraw marketingu w firmie Varner Baltija należącej do Ainārsa Šlesersa, a później (1996–2001) była prezesem agencji reklamowej DMB. Od 2001 do 2002 doradzała ministrowi sprawiedliwości w kwestiach adopcyjnych.
W 2002 po raz pierwszy znalazła się w Sejmie z ramienia Pierwszej Partii Łotwy (LPP). W parlamencie była przewodniczącą komisji ochrony praw dziecka. W latach 2003–2004 pełniła obowiązki obserwatora, a od maja do lipca 2004 obowiązki deputowanej w Parlamencie Europejskim V kadencji. W 2006 została ponownie posłanką na Sejm w okręgu Ryga z ramienia LPP/LC. Ze względu na obowiązki macierzyńskie zawiesiła wykonywanie mandatu, do pracy poselskiej powróciła w 2008. W wyborach do Parlamentu Europejskiego w 2009 ubiegała się o mandat posłanki z 4. miejsca na liście LPP/LC. W wyborach w 2010 uzyskała po raz trzeci z rzędu mandat posłanki z listy ruchu O lepszą Łotwę. Członkinią Sejmu pozostawała do 14 kwietnia 2011, po czym udała się na urlop spowodowany obowiązkami rodzinnymi.
Działaczka światowego ruchu na rzecz rodziny. W 2006 wzięła udział w IV Międzynarodowej Konferencji „Życie i Rodzina” odbywającej się w Dublinie, a w maju 2007 uczestniczyła w IV Światowym Kongresie Rodzin w Warszawie. Objęła funkcję przewodniczącej zarządu stowarzyszenia „Lūgšanu brokastis”.

## Życie prywatne
Zamężna z Ainārsem Šlesersem. Mają czterech synów (Edvardsa, Ričardsa, Gerhardsa Daniēlsa i Markussa) i jedną córkę (Elizabete).